# Un toit pour trois
Un toit pour trois (Two Guys, a Girl and a Pizza Place puis Two Guys and a Girl) est une série télévisée américaine en 81 épisodes de 22 minutes, créée par Kenny Schwartz et Danny Jacobson, diffusée entre le 10 mars 1998 et le 16 mai 2001 sur le réseau ABC.
En France, la série a été diffusée à partir du 8 janvier 2001 sur France 2 et en Belgique, à partir du 3 mars 2011 sur Plug RTL.

## Synopsis
Berg et Pete sont deux étudiants qui vivent dans un appartement en colocation. Le premier a beaucoup d'assurance et fait des études de médecine. Le deuxième est plus angoissé et fait des études d'architecture. Ils vivent ensemble leurs derniers moments avant d'entrer dans la vie active, et sont notamment livreurs dans une pizzeria. Ils vont sympathiser avec leur voisine du dessus, Sharon, et tous les trois vont devenir les meilleurs amis du monde. Ils seront rejoints par Ashley, la petite amie de Berg, et Johnny, le petit ami de Sharon dès la deuxième saison. Lors de la quatrième saison, Irène rejoint le groupe.

## Distribution

### Acteurs principaux
- Ryan Reynolds (VF : Adrien Antoine) : Michael Eugene Leslie « Berg » Bergen
- Richard Ruccolo (VF : Sébastien Desjours) : Peter « Pete » Dunville
- Traylor Howard (VF : Magali Barney) : Sharon Carter-Donnelly
- Nathan Fillion (VF : Éric Aubrahn) : Johnny Donnelly
- Suzanne Cryer (VF : Élisabeth Fargeot) : Ashley Walker
- Jillian Bach (VF : Laura Préjean) : Irene

### Acteurs récurrents
- Giuseppe Andrews (VF : Fabrice Trojani) : Germ
- Julius Carry (VF : Philippe Catoire) : Bill
- David Ogden Stiers (VF : Raoul Delfosse) : M. Bauer
- Jennifer Westfeldt (VF : Marie-Eugénie Maréchal) : Melissa
- Maury Ginsberg : Kamen
- Tiffani-Amber Thiessen (VF : Virginie Méry) : Marti
- Dian Bachar : Roger
- Victor Raider-Wexler (VF : Georges Lycan) : le chef Félix Shaw
Version française
Société de doublage : Studio SOFI
Direction artistique : inconnu
Adaptation des dialogues : Cord Grey (AKA Jean-Yves Jaudeau) et Pierre Pauffin

Source VF : Doublage Séries Database
Note : Même si le doublage de la série a été terminé, certains épisodes n'ont jamais été diffusés sur France 2, restant encore inédits en France (les épisodes 3 à 14 ; 16, 17 ; 20 à 24 de la saison 3 / épisodes 1 à 10 de la saison 4). À ce jour, aucune autre programmation de ces épisodes non diffusés n'a été faite sur cette même chaîne.

## Production

### Tournage
La série a été tournée dans les studios de la Twentieth Century Fox Studios à Los Angeles, en Californie, aux États-Unis.

### Fiche technique
- Titre original : Two Guys, a Girl and a Pizza Place[2] (saisons 1 et 2) / Two Guys and a Girl (saisons 3 et 4)
- Titre français : Un toit pour trois[2]
- Autre titre francophone : Deux garçons, une fille (Belgique)
- Créateur : Kenny Schwartz et Danny Jacobson
- Réalisation : Michael Lembeck, Leonard R. Garner Jr., Gail Mancuso, John Fortenberry, Marjorie Weitzman, Ellen Gittelsohn, Ted Wass, Wil Shriner, Richard Correll, Gil Junger, Robby Benson et Matthew Diamond
- Scénario : Danny Jackson, Kenny Schwartz, Rick Wiener, Vince Calandra, Stevie Ray Fromstein, Barry Wernick, Mark Ganzel, Donald R. Beck, Paige Bernhardt, Liz Sagal, Kevin Abbott, Casey Johnson, Mike Larsen, David Windsor, Michelle Milzow, Pat Bullard et Jennifer Celotta
- Direction artistique : Dan Reeverts
- Décors : David Sackeroff et James Terry Welden
- Costumes : Julie Bennett Block et Michelle Moder
- Photographie : Julius Metoyer
- Montage : Rick Blue et John Neal
- Musique : Freddy Curci, Mark Vogel et Tom Rizzo
- Casting : Barbie Block, Sally Stiner et Russell Gray
- Production : Jan Siegelman, Donald R. Beck, Vince Calandra (aussi superviseur) et Barry Wernick ; Pat Bulard, Mike Larsen et Kim Rozenfeld (superviseur) ; David Hartle et Joe Catania (associé) ; Allison M. Gibson (consultant) ; Sabrina Wind et Jennifer Hertrich (coordination)
- Production exécutive : Kenny Schwartz, Rick Wiener (aussi consultant), Jan Siegelman, Marjorie Weitzman, Mark Ganzel, Kevin Abbott
- Société(s) de production : Twentieth Century Fox et In Front Productions
- Société(s) de distribution (télévision) : American Broadcasting Company (États-Unis)
- Pays d'origine :  États-Unis
- Langue originale : anglais
- Format : couleur - 1,33:1 - son stéréo
- Genre : sitcom, comédie
- Durée : 30 minutes

 Sauf indication contraire, les informations mentionnées dans cette section peuvent être confirmées par la base de données cinématographiques IMDb,  présente dans la section « Liens externes ».

## Épisodes

### Première saison (1998)
1. Le Copain (Pilot)
2. Le Projet (Two Guys, a Girl and a Presentation)
3. Le Concurrent (Two Guys, a Girl and a Guy)
4. Le Match (Two Guys, a Girl and a Celtic Game)
5. L’Appartement (Two Guys, a Girl and an Apartment)
6. L’Équipe (Two Guys, a Girl and a Softball Team)
7. La Guérison (Two Guys, a Girl and a Recovery)
8. La Nouba (Two Guys, a Girl and a Party)
9. La Petite Annonce (Two Guys, a Girl and a Chance Encounter)
10. La Livraison (Two Guys, a Girl and a Pizza Delivery)
11. La Rencontre (Two Guys, a Girl and How They Met)
12. Le Père (Two Guys, a Girl and a Dad)
13. Le Propriétaire (Two Guys, a Girl and a Landlord)

### Deuxième saison (1998-1999)
1. La Rivale (Two Guys, a Girl and Someone Better)
2. Un week-end d'enfer (Two Guys, a Girl and a Vacation)
3. Le Tatouage infernal (Two Guys, a Girl and a Tattoo)
4. Le Jour J (Two Guys, a Girl and a Homecoming)
5. L’Option (Two Guys, a Girl and an Elective)
6. La Mauvaise Blague (Two Guys, a Girl and a Psycho Halloween)
7. Le Stage (Two Guys, a Girl and an Internship)
8. Le Mariage (Two Guys, a Girl and a Wedding)
9. C'est loin Oxford ? (Two Guys, a Girl and Oxford)
10. Mauvaise Journée pour les dindes (Two Guys, a Girl and a Thanksgiving)
11. La Limousine (Two Guys, a Girl and a Limo)
12. Un joyeux Noël (Two Guys, a Girl and a Christmas Story)
13. L’Enfer du jeu (Two Guys, a Girl and a Gamble)
14. La Demande en mariage (Two Guys, a Girl and a Proposal)
15. Retour en arrière (Two Guys, a Girl and Graduation)
16. Amours et Malentendus (Two Guys, a Girl and Valentine’s Day)
17. La Tempête du siècle, première partie (Two Guys, a Girl and the Storm of the Century: Part One)
18. Ashley II, le retour, deuxième partie (Two Guys, a Girl and Ashley’s Return: Part Two)
19. Le Grand Combat (Two Guys, a Girl and a Fighter)
20. La Fête des mères (Two Guys, a Girl and a Mother’s Day)
21. La Complainte de Pete (Two Guys, a Girl and Barenaked Ladies)
22. Soupçons, première partie (Two Guys, a Girl and an Engagement: Part One)

### Troisième saison (1999-2000)
1. Espoirs et Déboires, deuxième partie (A New Hope: Part Two)
2. Au revoir Pizza Place (Au Revoir Pizza Place)
3. Le Souffre-Douleur (Teacher's Pet Peeve)
4. Fait comme un rat (Career Day)
5. Heureusement, ce n'est pas tous les jours dimanche (Sunday in the Apartment)
6. La Tête et les Jambes (Halloween 2: Mind Over Body)
7. Coups fourrés (Berg’s New Roommate)
8. Les Dindons de la farce (Foul Play)
9. titre français inconnu (Talking Turkey)
10. Crise de foi (Liver and Learn)
11. Déménagements sans ménagement (A Moving Script)
12. Réveillon musical (Out With the Old)
13. La Demoiselle d’honneur (Bridesmaid Revisited)
14. Télésurveillance (The Monitor Story)
15. La Robe de mariée (The Wedding Dress)
16. La Foire aux célibataires (A Rookie Script)
17. Au feu (Feast or Fireman)
18. On reprend tout depuis le début (Once Again From the Beginning)
19. Exploits guerriers (War Stories)
20. Le torchon brûle (Two Guys, a Girl and a Bachelorette)
21. Le Nid d’amour (Love Shack)
22. De l’eau dans le gaz (Another Moving Script)
23. Jeux de massacre (The Undercard)
24. Un mariage fou fou fou (El Matrimonio Loco)

### Quatrième saison (2000-2001)
1. L’Ours (The Bear)
2. Baptême (Meat)
3. Le Quart d’heure d’impopularité (15 Minutes of Shame)
4. La Malédiction (The Satanic Curses)
5. Germinator (A Germ Runs Through It)
6. Sans dialogue (The One Without Dialogue)
7. La Fièvre du vendredi soir (Disco Nights)
8. Dîner avec Irène (My Dinner with Irene)
9. La Fuite (Drip)
10. Les Secouristes en action (Rescue Me)
11. Poussière, tu retourneras poussière (Burning Down the House)
12. Baiser volé (Give Mommy a Kiss)
13. Le Secret (I’ve Got a Secret)
14. Après l’orage (The Aftermath)
15. À un doigt près (An Eye for a Finger)
16. Pompier d’un jour (A Few Good Firemen)
17. Les Aventures du Captain Karma (Adventures of Captain Karma)
18. BD UHT (Make Mine Tea)
19. La croisière rigole (The Love Boat)
20. La Vision de Pete (The Icewoman Cometh)
21. Partir, c’est courir un peu (Should I Stay Or Should I Go?)
22. Bébés à l’horizon (The Internet Show)

Source des titres FR

## Commentaires
La série ressemble beaucoup à Friends lors des premiers épisodes : trois amis jeunes et beaux qui discutent régulièrement dans un lieu public, des décors identiques (deux appartements et un lieu de discussion…). Cependant, la série finira par s'en écarter. Les personnages ont été créés pour être très attachants et la série est remplie de gags hilarants.